# كبكوز
الكُبكوز (منحوتة من كوب وكوز) الكَبْكُون هو كعكة صغيرة تُخبز على شكل كوز مثلجات ذو قاعدة مسطحة. التغطية السكرية والتزيين شائع هناكالرشات شائعة في الكبكوز كما هو الحال مع الكعك الأكبر حجمًا. تصميم الكبكوز المأكول صديق للبيئة مقارنة مع أوعية اللدائن التي تُرمى.